# LaTasha Jenkins
LaTasha Jenkins (Chicago, 19 december 1977) is een voormalige Amerikaanse sprintster, die vooral naam maakte op de 200 m. Op dit nummer behaalde ze in 2001 tijdens achtereenvolgende WK-toernooien tot tweemaal toe een zilveren medaille. Ook is zij als lid van een Amerikaans estafetteteam wereldrecordhoudster op de overigens weinig gelopen 4 x 200 m.

## Loopbaan
Tijdens het voor haar meest succesvolle jaar 2001 veroverde Jenkins allereerst in maart een zilveren medaille bij de wereldindoorkampioenschappen in Lissabon. Achter de Jamaicaanse Juliet Campbell, winnares in 22,64 s, kwam zij op de 200 m als tweede met 22,96 tot haar beste indoortijd ooit. Vervolgens herhaalde zij deze prestatie in augustus bij de wereldkampioenschappen in Edmonton, Canada, door in 22,85 als tweede te eindigen achter Debbie Ferguson van de Bahama's, die in 22,52 de titel veroverde. Overigens was aanvankelijk Marion Jones in Edmonton beiden te snel af. Maar die heeft alle medailles van de door haar behaalde overwinningen op grote toernooien vanaf 2000 moeten inleveren als gevolg van het gebruik van verboden stimulerende middelen. Hierdoor zijn alle tegenstandsters die door haar werden verslagen, inmiddels in de respectievelijke uitslagen een plaatsje opgeschoven.
LaTasha Jenkins is houdster van een wereldrecord. Op 29 april 2000 kwam zij in Philadelphia, Pennsylvania, als lid van een estafetteteam, dat verder bestond uit LaTasha Colander-Richardson, Nanceen Perry en Marion Jones, op de 4 x 200 m tot 1.27,46. Dit nummer is geen onderdeel van het atletiekprogramma op grote internationale toernooien.
Op 25 augustus 2006 werd naar buiten gebracht, dat LaTasha Jenkins bij een dopingtest in juli van dat jaar positief zou zijn bevonden op het gebruik van nandrolon. Een contra-expertise zou dit later hebben bevestigd. Toch werd zij ruim een jaar later, op 21 december 2007, door de Amerikaanse arbitragecommissie voor sport vrijgesproken van het gebruik van doping. De Amerikaanse arbitragecommissie kwam erachter dat er tijdens tests in laboratoria in Keulen en Gent procedurefouten waren gemaakt. De 30-jarige Amerikaanse is de eerste die de strijd met het antidopingbureau USADA heeft gewonnen.

## Titels
- Amerikaans indoorkampioene 200 m - 2001
- NCAA kampioene 200 m - 1999

## Persoonlijke records
Outdoor
| Onderdeel | Prestatie | Datum         | Plaats |
| --------- | --------- | ------------- | ------ |
| 100 m     | 11,02 s   | 5 mei 2001    | Athens |
| 200 m     | 22,29 s   | 5 juni 1999   | Boise  |
| 400 m     | 52,95 s   | 16 maart 2002 | Auburn |

Indoor
| Onderdeel | Prestatie | Datum            | Plaats      |
| --------- | --------- | ---------------- | ----------- |
| 60 m      | 7,43 s    | 6 maart 2003     | Peania      |
| 200 m     | 22,96 s   | 10 maart 2001    | Lissabon    |
| 300 m     | 37,87 s   | 18 februari 2001 | Cedar Falls |

## Palmares

### 100 m
Golden League-podiumplek
- 2001:  Herculis – 11,34 s

### 200 m
Kampioenschappen
- 2001:  Amerikaanse indoorkamp. - 23,07 s
- 2001:  WK indoor - 22,96 s
- 2001:  WK - 22,85 s (oorspronkelijk derde)

Golden League-podiumplek
- 2003:  Meeting Gaz de France – 22,67 s